# Cotapachi
Cotapachi ist eine Ortschaft im Departamento Cochabamba im südamerikanischen Andenstaat Bolivien.

## Lage im Nahraum
Cotapachi ist die fünftgrößte Ortschaft des Kanton Quillacollo im Municipio Quillacollo in der Provinz Quillacollo. Die Stadt liegt auf einer Höhe von 2582 m direkt südlich der Stadt Quillacollo am linken, südlichen Ufer des Río Rocha.

## Klima
Das Klima in der Hochebene von Cochabamba ist ein subtropisches Höhenklima, das im Jahresverlauf mehr durch Niederschlagsschwankungen als durch Temperaturunterschiede geprägt ist (siehe Klimadiagramm Cochabamba).
Der Jahresniederschlag liegt bei 500 mm und weist eine deutliche Trockenzeit von April bis Oktober auf. Die Jahresdurchschnittstemperatur liegt bei 18 °C, die Monatsdurchschnittswerte schwanken zwischen 15 und 20 °C, die Tageshöchstwerte erreichen zu allen Jahreszeiten 25 bis 30 °C.

## Verkehrsnetz
Von Cochabamba, der Hauptstadt des Departamentos, führt die asphaltierte Nationalstraße Ruta 4 in westlicher Richtung dreizehn Kilometer bis Quillacollo, im Zentrum der Stadt zweigt eine Nebenstraße in südlicher Richtung ab und erreicht nach Überquerung des Río Rocha den Ort Cotapachi.

## Bevölkerung
Die Einwohnerzahl der Ortschaft ist in den vergangenen beiden Jahrzehnten starken Schwankungen unterworfen gewesen:
| Jahr | Einwohner | Quelle       |
| ---- | --------- | ------------ |
| 1992 | 393       | Volkszählung |
| 2001 | 1 458     | Volkszählung |
| 2012 | 774       | Volkszählung |
| 2024 |           | Volkszählung |

Die Region weist einen hohen Anteil an Quechua-Bevölkerung auf, im Municipio Quillacollo sprechen trotz der großstädtischen Überformung 55,8 Prozent der Bevölkerung Quechua.